# Шаплот (перевал)
Не путать с коммуной Ла-Шаплот
Перевал Шаплот (фр. Col de la Chapelotte) — горный перевал в Вогезах в департаменте Мёрт и Мозель, соединяющий французские регионы Лотарингию и Эльзас. Перевал находится в непосредственной близости к департаментам Вогезы и Нижний Рейн. Расположен на высоте 447 м над уровнем моря. Через него проходит дорога D992. Шаплот был местом ожесточённых боёв во время Первой мировой войны.

## География
По одну сторону хребта на северо-западе расположен Бадонвиллер, по другую — на юго-западе — Сей-сюр-Плен.

## Название
Словом «шаплот» (фр. Chapelotte, часовенка) обозначают небольшую статую девы Марии, которая, как правило, вставляется в ствол дерева.

## Достопримечательности

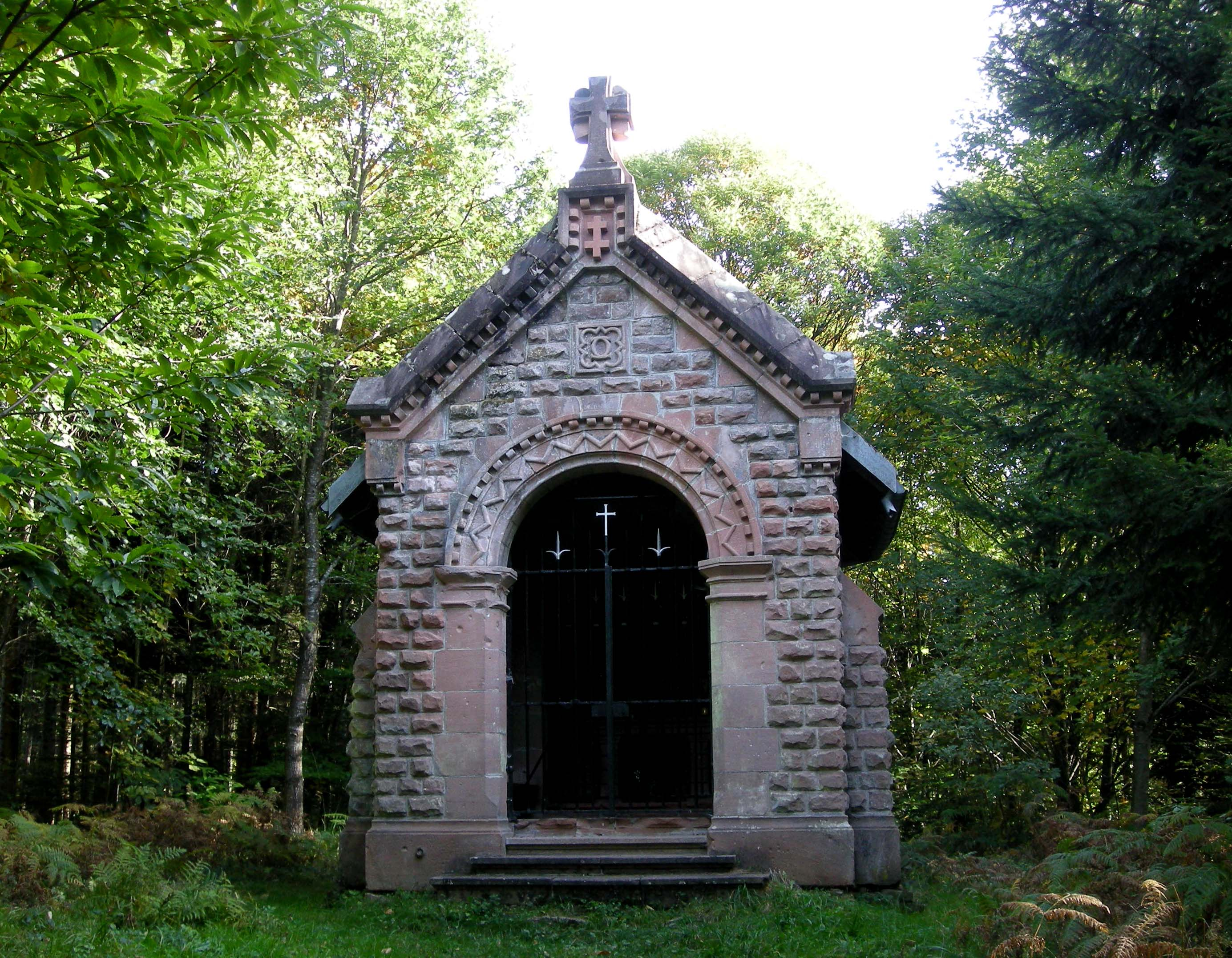
Часовня на перевале Шаплот.

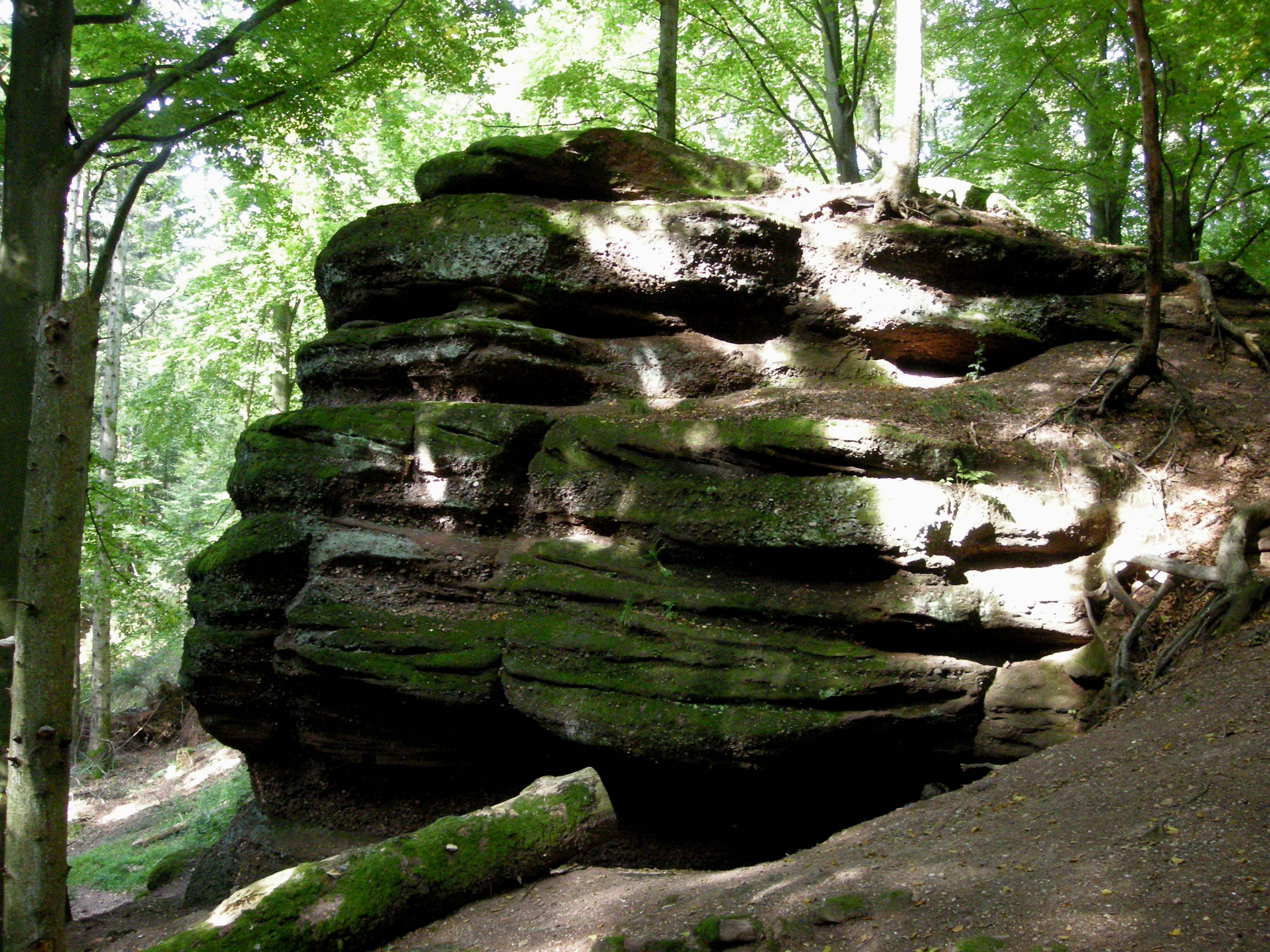
Грот де Пуалю.

- Часовня Шаплот была построена Карлом Картье-Брессоном в 1895 году. Она была частично разрушена во время Первой мировой войны и восстановлена в 1924 году.
- Стела на вершине перевала была возведена в память об около 2 тысяч французских солдат, погибших здесь в 1914-1918 годах.
- Фонтан из песчаника был сделан на перевале солдатами 338-го французского пехотного полка.
- Грот де Пуалю. Хотя этот район богат природными пещерами и гротами, в 1,5 км от вершины перевала расположен просторный грот, превращённый во время Первой мировой войны в перевязочную 43-го пехотного полка